# Messier 58
Messier 58 (M58 ili NGC 4579) je spiralna galaktika magnitude + 9.7 u zviježđu Djevice. Galaksiju je 1779. godine otkrio Charles Messier. Lord Rosse je sredinom 19. stoljeća prvi u njoj uočio spiralnu strukturu.

## Svojstva
M58 je prijelazna galaksija, na pola puta između klasične i prečkaste spiralne strukture. Galaksija se približno nalazi na udaljenost od 68 milijuna godina svjetlosti. Njene prividne dimenzije od 6 x 4 lučne minute odgovara stvarnim dimenzijama od 120.000 puta 80.000 što je čini galaksijom većom od Mliječne staze. Do danas su otkrivene dvije supernove u galaksiji.

## Amaterska promatranja
Galaksija M58 pripada među tamnije galaktike u Messierovom katalogu ali sjajnije u skupu galaktika Djevici. U 200 mm-skom teleskopu galaktike je tamna, velika i okrugla sa sjajnom zvjezdolikom jezgrom.

## Vanjske poveznice
- (engl.) SEDS: NGC 4579
- (engl.) Revidirani Novi opći katalog
- (engl.) Izvangalaktička baza podataka NASA-e i IPAC-a
- (engl.) Astronomska baza podataka SIMBAD
- (engl.) VizieR
- Skica M58